# Ciril Žebot
Ciril Žebot, slovenski ekonomist in politik, * 8. april 1914, Maribor, † 9. januar 1989, Washington, ZDA.

## Življenjepis
Rodil se je v Mariboru časnikarju in politiku Franju Žebotu. Pravo je študiral v Ljubljani, kjer je leta 1937 promoviral. Specializiral se je v gospodarskih vedah v Milanu, Parizu in v ČSR. Služboval je v Ljubljani na Delavski zbornici in v Narodni banki, med letoma 1941 in 1943 je bil svetovalec Gospodarske zveze. Od 1941 je predaval gospodarske vede na Pravni fakulteti v Ljubljani. 26. maja 1942 so ga napačno razglasili za mrtvega med atentatom na prof. dr. Lamberta Ehrlicha, v atentatu pa je poleg Ehrlicha umrl študent Viktor Rojic. 
Politično se je uveljavljal v listu Straža v viharju kot eden od voditeljev akademskega kluba Straža. Leta 1942 je postal voditelj stražarjev, ki so organizirali protipartizanske vaške straže. Po kapitulaciji Italije se je (po lastnem pripovedovanju) pred Gestapom umaknil v Rim in si ob koncu vojne skupaj z Miho Krekom pri zaveznikih zavzemal za zasedbo Slovenije. Kot glavni tajnik Srednjeevropskega zveznega kluba se je zavzemal za državno povezavo vseh narodov med nemškim in ruskim prostorom ("Intermarium"). Bil je tudi vodja akcijskega kluba za zedinjeno in suvereno slovensko državo ter v času krize pošiljal zavezniškim vladam spomenice s predlogi za suvereno in demokratično Slovenijo. Leta 1947 se je odselil v ZDA, kjer je bil 1958-1979 profesor politične ekonomije na Univerzi Georgetown v Washingtonu. Primerjalno je proučeval gospodarske sisteme, predvsem reforme v socialističnih državah. Bil je zagovornik narodne sprave in neodvisne slovenske države ter eden glavnih ideologov slovenskega državnega gibanja. Njegov obisk v Sloveniji konec 60. let, ki ga je dovolila Kavčičeva vlada, je sprožil politično afero. V odziv je leta 1969 izdal Odgovor Edvardu Kardelju.
V poznih šestdesetih letih je napisal knjigo Slovenija včeraj, danes in jutri (misli ob petdesetletnici prve slovenske vlade), ki jo je v zadnjih letih življenja nadgradil s knjigo Neminljiva Slovenija (spomini in spoznanja iz razdobja sedemdesetih let od Majniške deklaracije).